# Stade Sheikh Mohamed Laghdaf
Stade Sheikh Mohamed Laghdaf (arab. ملعب الشيخ محمد لغضف) – stadion wielofunkcyjny w Al-Ujunie, w Saharze Zachodniej, dawnej kolonii hiszpańskiej, obecnie pod kontrolą marokańską. Najczęściej rozgrywane są na nim mecze piłki nożnej. Stadion mieści 30 000 osób i jest domową areną klubu piłkarskiego z Al-Ujunu, JS Massira.